# Hiromitsu Hikoshiro
Hikoshiro Hiromitsu (相模國住人貞宗 - Sagami kuni junin sadamune), né en 1298 dans la province de Goshu, mort en 1349, aussi appelé Soshu Sadamune était un forgeron de sabres particulièrement réputé pour la qualité de son travail. Il était le fils de Soshu Masamune considéré par beaucoup comme le maître le plus fameux des forgerons de la tradition Soshu.
Sadamue quitte la province de Goshu pour aller dans la préfècture de Kanagawa où il devient l'élève de Masamune aux environs de l'ère Nambokucho. Il hérite d'une partie du nom de Masamune (Mune) comme marque de distinction. Sadamune n'est pas le seul apprenti de Masamune, mais il est souvent considéré comme celui qui a atteint le plus haut niveau.

## Élèves
On pense que Sadamune a été le maître de quatre apprentis dont :
- Nobukuni (信国), le fondateur de l'école portant son propre nom. Cette école est réputée pour ses horimono (images ou écritures gravées dans la lame)
- Takagi Sadamune (江州□住貞宗 - goshu takaki ju sadamune)